# Longton (Kansas)
Longton és una població dels Estats Units a l'estat de Kansas. Segons el cens del 2000 tenia 394 habitants.

## Demografia
Segons el cens del 2000, Longton tenia 394 habitants, 163 habitatges, i 98 famílies. La densitat de població era de 132,3 habitants/km².
Dels 163 habitatges en un 35% hi vivien nens de menys de 18 anys, en un 44,8% hi vivien parelles casades, en un 10,4% dones solteres, i en un 39,3% no eren unitats familiars. En el 38% dels habitatges hi vivien persones soles el 24,5% de les quals corresponia a persones de 65 anys o més que vivien soles. El nombre mitjà de persones vivint en cada habitatge era de 2,42 i el nombre mitjà de persones que vivien en cada família era de 3,25.
Per edats la població es repartia de la següent manera: un 32% tenia menys de 18 anys, un 7,6% entre 18 i 24, un 21,3% entre 25 i 44, un 20,6% de 45 a 60 i un 18,5% 65 anys o més.
L'edat mediana era de 36 anys. Per cada 100 dones de 18 o més anys hi havia 84,8 homes.
La renda mediana per habitatge era de 20.469 $ i la renda mediana per família de 29.625 $. Els homes tenien una renda mediana de 23.750 $ mentre que les dones 16.477 $. La renda per capita de la població era de 10.802 $. Entorn del 13,9% de les famílies i el 20,1% de la població estaven per davall del llindar de pobresa.

## Poblacions més properes
El següent diagrama mostra les poblacions més properes.